# Csipkerózsika (film, 1977)
A Csipkerózsika, másik magyar címén Hogyan ébresszük fel a királylányokat?, eredeti címén Jak se budí princezny 1977-ben készült, 1978-ban bemutatott csehszlovák mesefilm, amelyet Václav Vorlíček rendezett. A Magyar Televízió 2-es adása 1991. január 4-én és 1992. augusztus 16-án mutatta be, két különböző szinkronnal.

## A történet
A Rózsa királyság uralkodójának, I. Dalimil királynak leánya születik. Az ünnepségre meghívót küldenek Melánie-nak is, a Eliška királyné nővérének, aki azonban nem kíván megjelenni a ceremónián. Amikor megtudják, hogy el sem olvasta a meghívót, személyesen keresik fel. Azonban Melánie megátkozza az újszülött leányt, aki amint betölti 17. életévét, beleszúr az ujjába és évszázadokra elalszik és vele együtt az egész királyság. A király erre megparancsolja, hogy minden tüskés növényt irtsanak ki, és minden hegyes eszközt ártalmatlanítsanak, amivel a hercegnő megszúrhatja magát. Őrök vigyázzák a hercegnő minden lépését.
Néhány héttel azelőtt, hogy Rózsika betöltené a 17. életévét, a király megpróbálja férjhez adni, hiszen a gyors házasság és a királyságból távozás mentheti meg az átoktól. Az éjféli királyság uralkodója és két fia, Jiří herceg és Jaroslav herceg indulnak leánykérőbe. Rózsikát Jiřínek szánják, ám neki Jaroslav tetszik meg. A vadasparkban Jiří, hogy bátorságát bizonyítsa, azt kéri, hogy megbirkózhason a medvével. Miután Jaroslav balesetet színlelve elszakítja ruháját, a szolgát, Matějt segítségül hívja, aki beöltözik medvének. Ezt követően lovaglóversenyen vesz részt a hét herceg, a gyorsabb megcsókolhatja a hercegnőt.
Rózsika azt szeretné, hogy Jaroslav győzzön, aki azonban egy fáról leeső gyermek miatt, hogy elkerülje a vele való ütközést, a tóba esik lovával. Másnapra tűzik ki az eljegyzést, Jiří azt tanácsolja Jaroslavnak, hogy utazzon el. Amikor Rózsika rájön, hogy Jiří lesz a férje, bánatában elszalad az ünnepségről és összefut Melánie-val, aki egy csokor rózsát ad neki, Rózsika pedig megszúrja magát vele és álomba szenderül, a királyság népével együtt. Amikor az Éjféli királyságban ezt megtudják, Jaroslav herceg útnak akar indulni, hogy megmentse a hercegnőt. A király ezért házifogásra ítéli, azonban Matěj segítségével megszökik és sikeresen bejut a Rózsa királyságba. Átkutatják az egész várat a hercegnőt keresve, végül Jaroslav Melánie-nál találja meg, csókjára felébred, s vele együtt a királyság népe is.

## Szereposztás
| Szerep                                                 | Színész              | Magyar hang               | Magyar hang               | Magyar hang        | Magyar hang |
| Szerep                                                 | Színész              | 1. magyar változat (1985) | 2. magyar változat (1991) | 3. magyar változat |             |
| ------------------------------------------------------ | -------------------- | ------------------------- | ------------------------- | ------------------ | ----------- |
| Rózsika hercegnő                                       | Marie Horáková       | Götz Anna                 | Fazekas Zsuzsa            | Győrfi Laura       |             |
| Jaroslav herceg                                        | Jan Hrušínský        | Rátóti Zoltán             | Forgács Péter             |                    |             |
| Jiří herceg                                            | Jan Kraus            |                           | Szabó Sipos Barnabás      |                    |             |
| I. Dalimil, a Rózsa királyság uralkodója, Rózsika apja | Jiří Sovák           | Velenczey István          | Tolnai Miklós             | Csonka András      |             |
| Eliška királyné, Rózsika anyja                         | Milena Dvorská       | Pásztor Erzsi             | Tímár Éva                 | Kubik Anna         |             |
| Matěj                                                  | Vladimír Menšík      | Szabó Ottó                | Hollósi Frigyes           | Faragó András      |             |
| Báró                                                   | František Filipovský |                           | Pusztai Péter             | Harsányi Gábor     |             |
| Melánie, a királyné nővére                             | Libuse Svormová      |                           | Papp Ági                  | Söptei Andrea      |             |
| Vendelín király, az Éjféli királyság uralkodója        | Oldrich Velen        |                           | Elekes Pál                | Borbiczki Ferenc   |             |
| Anežka királyné                                        | Stella Zázvorková    |                           | Feleki Sári               | Molnár Zsuzsa      |             |
| Jakub                                                  | Václav Postránecký   |                           | Vass Gábor                |                    |             |